# Veertig martelaren van Sebaste

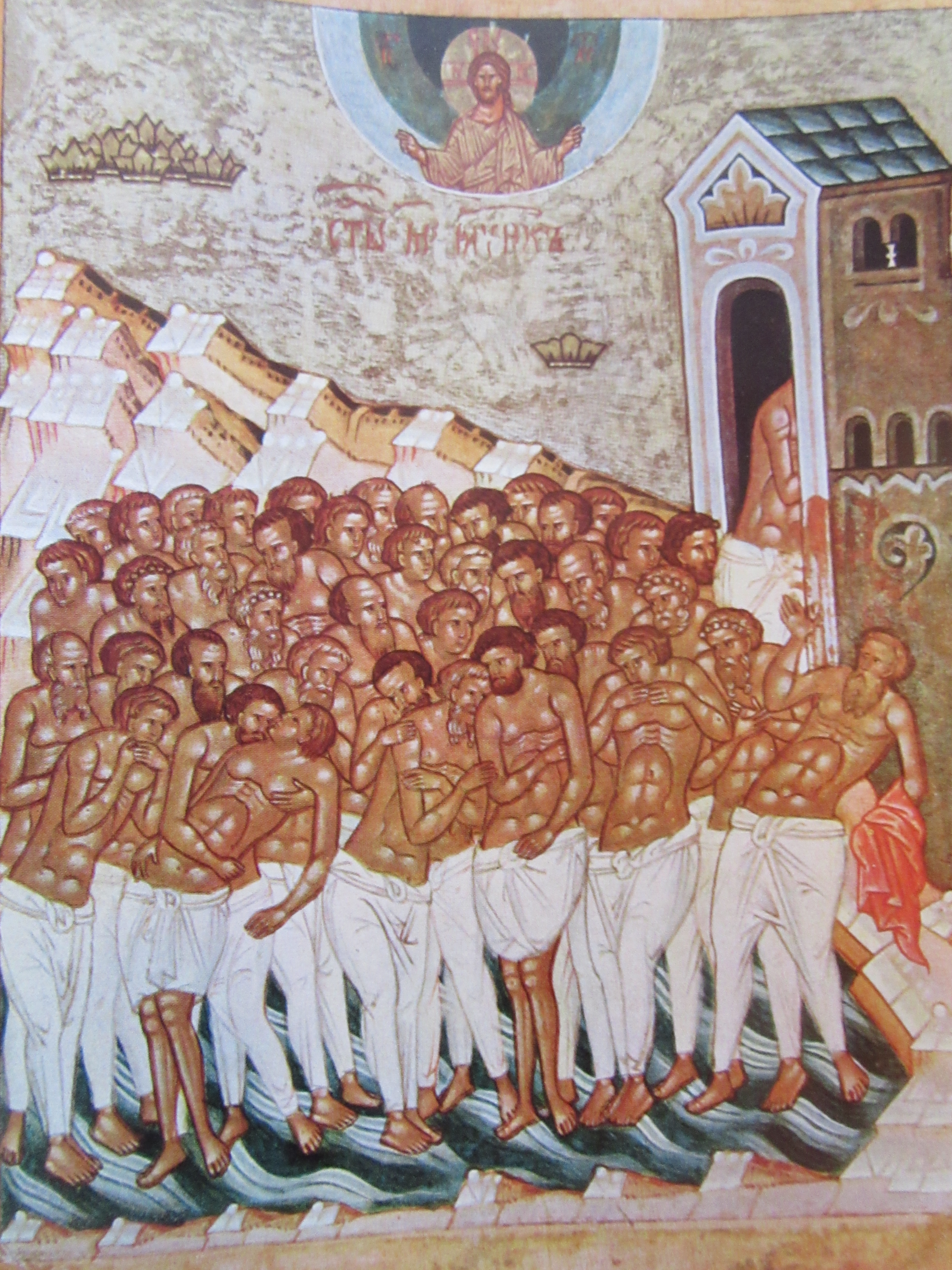
De 40 martelaren op het bevroren meer. Rechts boven: één iemand loopt het badhuis in.

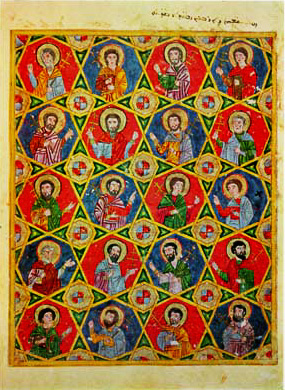
20 van de 40 martelaren in een Jacobietenbijbel uit Syrië (13e eeuw)

De veertig martelaren van Sebaste of Sebasteia zijn een groep heiligen vereerd in de orthodoxe en oosterse kerken, alsook in de rooms-katholieke kerk. Hun martelaarschap is volgens de legende te situeren tijdens de regering van de Romeinse keizer Licinius in het jaar 320. Licinius was mede-keizer van keizer Constantijn de Grote. Waar Constantijn de Grote een pro-christelijke politiek voerde in zijn deel van het Romeinse Rijk, deed Licinius het omgekeerde: Licinius was een christenvervolger.

## Legende
Sebaste(ia) was een stad in de Romeinse provincie Armenia Minor en is de huidige stad Turkse stad Sivas. In Sebaste kwam de gouverneur aan van de provincies Armenia Minor en Cappadocia, Agricolaos. In Sebaste was het XIIe Legioen gekazerneerd, bijgenaamd Fulminata, wat betekent de Bliksemende. In opdracht van keizer Licinius vervolgde Agricolaos de christenen van Sebaste. Een van de maatregelen bestond erin dat het XIIe Legioen trouw moest zweren aan de keizer en christelijke symbolen afwijzen. Het XIIe Legioen gehoorzaamde Agricolaos, met uitzondering van 40 soldaten. Zij riepen dat ze christenen waren. Op dat moment was de bevelvoerder van het XIIe Legioen, Lisia, afwezig. De gouverneur praatte eerst in op de 40 soldaten doch dit hielp niet. Hij liet hen opsluiten in de gevangenis. ’s Nachts zongen de legionairs psalmen. Na 3 dagen haalde Agricolaos hen uit de gevangenis. Candidus, een van de 40, legde hem uit dat ze als soldaat trouw gevochten hebben voor de keizer en dat ze verder christenen bleven. Gouverneur Agricolaos kon verder niets doen en liet hen opnieuw opsluiten.
Na 7 dagen kwam commandant Lisia aan bij zijn XIIe Legioen. De 40 verschenen ditmaal voor Agricolaos en Lisia. Quiro voerde ditmaal het woord: “Wij zijn met 40 en hebben 3 vijanden: de duivel, Agricolaos en Lisia. We gaan dit winnen”. Lisia werd razend en beval aan de gezagstrouwe legionairs de tanden uit te kloppen van de 40 opstandelingen. Zelf smeet Lisia ook met stenen waarbij hij de gouverneur verwondde. De gouverneur vroeg het gevecht te stoppen. Hij liet de 40 terugvoeren naar de gevangenis.
’s Nachts bedacht commandant Lisia een marteling om de 40 muiters van zijn Legioen te straffen. Hij liet de 40 uitkleden en zette hen naakt op het bevroren meer. In de ijzige wind baden ze samen. Lisia liet een warm bad plaatsen aan de oevers van het meer om hen te overtuigen de muiterij te stoppen; in een variant van de legende stond aan het meer een Romeins badhuis. Een van de 40 liep weg van de groep. Hij stapte in het warme bad en overleed. Een Romeinse bewaker aan de kant zag in een visioen 39 martelaarskronen en de 40ste kroon die naar hem wenkte. Het was Algaius. Algaius liep over het ijs om de 40e martelaarsplaats in te nemen. De 40 stervenden in de vrieskou parafraseerden Psalm 65, verzen 12-14: We zijn door vuur en water gegaan maar de Heer heeft ons erdoor getrokken om ons ijs te schenken. Eunoicus, een slaaf, zag nog gelegenheid om enkele inwoners van Sebaste stiekem in te lichten over wat er gaande was op het meer.
’s Ochtends vernam gouverneur Agricolaos alles. Hij overzag de lijken op het meer. Eén leefde nog. Het was Melito, de jongste. Melito werd gedood en mee afgevoerd met de anderen. De bisschop van Sebaste, Petrus (4e eeuw), startte de verering van de 40 martelaren. Zij kregen de heiligenstatus.

## De 40 namen
Het is opvallend dat de 40 namen zijn gepreciseerd in de legende. Het gaat in alfabetische volgorde om 
- Acacius
- Aetius
- Augias
- Alexander
- Athanasios
- Candidus, de woordvoerder van de 40 tijdens de gevangenschap
- Claudius
- Cudio
- Cyrillus
- Domitianus
- Domnus
- Ecdicius of Editius
- Elianus of Elias
- Eunoicos was de enige slaaf van het gezelschap. Hij lichtte mensen van Sebaste in over de marteling.
- Eutichius
- Eutiches of Algaius. Hij nam de plaats in van iemand die het opgegeven had, zodat er finaal toch 40 martelaren waren.
- Flavius
- Gaius
- Gorgonius
- Heraclius
- Hesychos
- Ilos
- Ioannes
- Leontius ook Teoctistus genoemd
- Lysimacus
- Melito, de jongste van de 40 en de enige die de vriesnacht overleefde
- Nicallus of Nicolas
- Philoctimon
- Priscus
- Quiro of Cirio; hij discuteerde met de Romeinse gouverneur

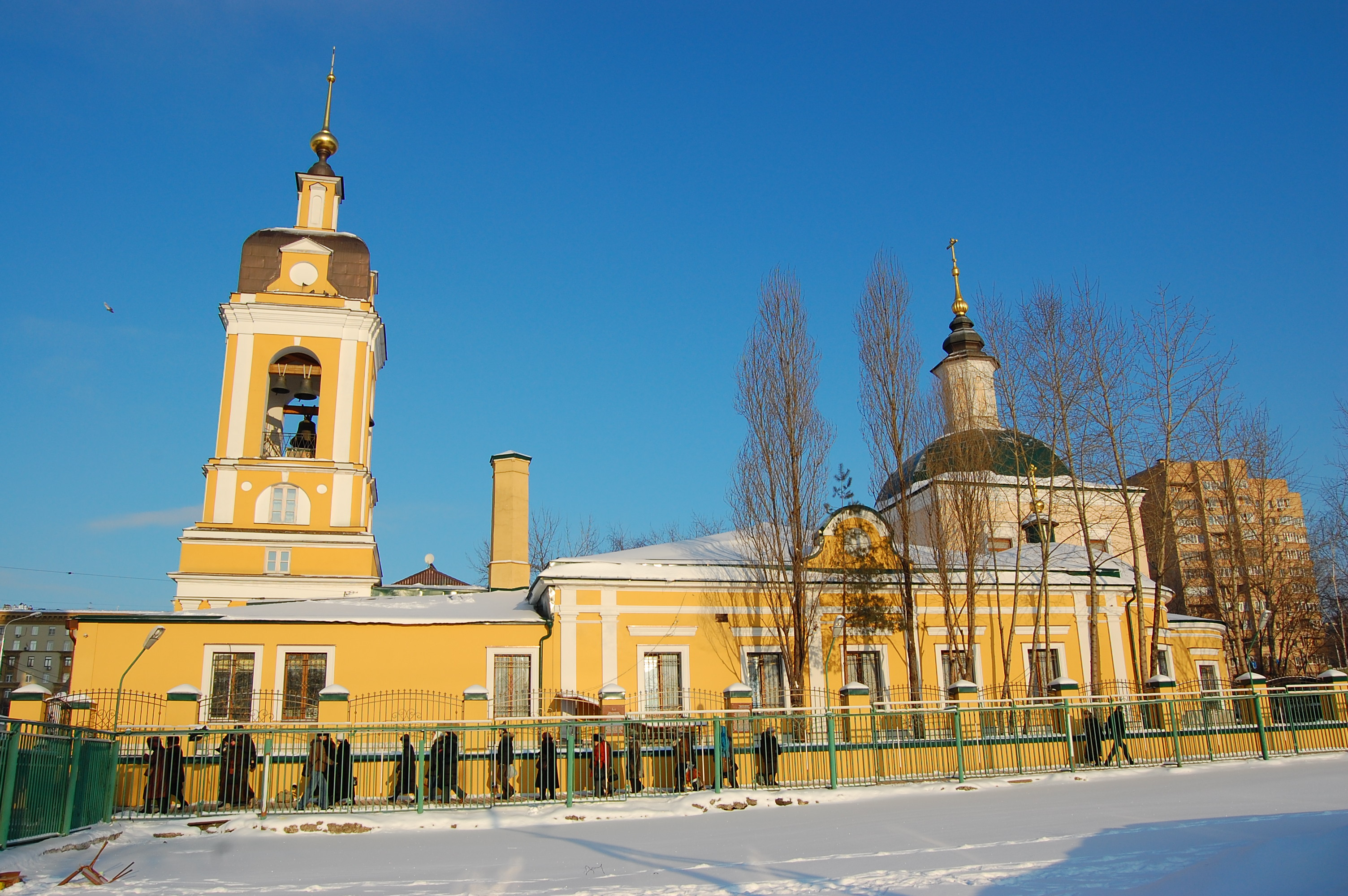
Kerk van de Veertig martelaren van Sebaste in Moskou

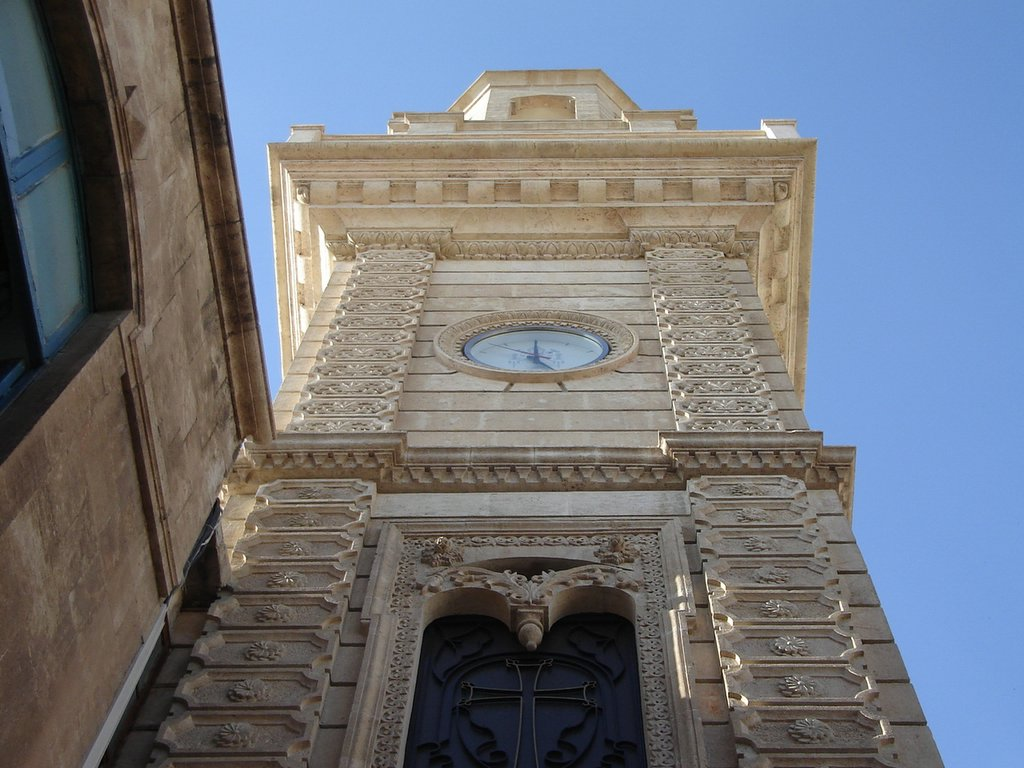
Kathedraal van de Veertig martelaren van Sebaste in Aleppo, Syrië

- Sacerdos
- Severinus
- Sisinnius
- Smaragdus
- Theodulus
- Theophilus
- Valentius
- Valerius
- Vicratius ook Vibianus genoemd
- Xanthius.

## Verering
Bij christenen in het oosten was de verering voor de 40 marterlaren van Sebaste goed bekend. Meerdere kerken in Bulgarije, Roemenië, Noord-Macedonië en Rusland zijn toegewijd aan de 40 martelaren van Sebaste. In Aleppo, Syrië, is de kathedraal van de Armeens-Apostolische Kerk aan hen toegewijd. Ook in de Roomse kerk worden ze vereerd, en dit op 9 maart.